# Museu Nacional da República do Daguestão
O Museu Nacional da República do Daguestão é uma instituição cultural da República do Daguestão. Está localizado na cidade de Makhachkala. 

## Exposição
A exposição permanente ocupa 19 salas. Além do centro de exposições há um estúdio infantil. A coleção principal do museu tem cerca de 180.000 exposições. 
Também são realizadas exposições temáticas. 

## História
Criado por iniciativa de uma importante figura pública e política do Daguestão, Alibek Taho-Godi, foi inaugurado em 1925.
As coleções de museus foram coletadas por Tahoe-Godi nos depósitos dos museus de Moscou e Petrogrado. Foi possível obter obras de porcelana, escultura, séculos da Europa Ocidental XVI-XIX e arte russa dos séculos XIX-XX, incluindo uma coleção quase completa do príncipe Alexander Bariatinski e várias obras genuínas de T. Gorshelt. Todas elas foram trazidas para o museu. 
O museu ocupava instalações na Rua Lenin, na Praça Lenin. 
Em 1958, o Museu de Arte do Daguestão foi criado com base na imagem da galeria do museu. 
Em 1977, museus nos centros históricos da república (Akhty, Kizlyar, Gunibe e Khunzakh) foram unidos em um único museu histórico e arquitetônico do Daguestão. 
Desde 2013, o museu está instalado em uma mansão histórica, a "Casa de Bariatinski" .